# Medjerda (Schiff)
Die Medjerda war ein 1898 in Dienst gestelltes Passagierschiff der französischen Reederei Compagnie de Navigation Mixte. Im Ersten Weltkrieg diente sie als Truppentransporter, bis sie an der spanischen Mittelmeerküste am 11. Mai 1917 von einem deutschen U-Boot vor dem Ebrodelta bei Kap Tortosa versenkt wurde. Dabei kamen von den 575 Menschen an Bord 344 ums Leben.

## Das Schiff
Das 1.918 BRT große Dampfschiff Medjerda wurde von der britischen Werft Swan Hunter & Wigham Richardson in Wallsend bei Newcastle gebaut und lief am 1. September 1898 vom Stapel. Die Fertigstellung erfolgte im November 1898. Das 87,6 Meter lange und 11,1 Meter breite Schiff hatte zwei Schornsteine, zwei Masten und einen einzelnen Propeller. Die Medjerda, benannt nach Tunesiens längstem Fluss, wurde von einer Dreifachexpansions-Dampfmaschine angetrieben, die 3.490 PS leistete und eine Geschwindigkeit von 15 Knoten ermöglichte.
Sie gehörte zur 1850 gegründeten französischen Reederei Compagnie de Navigation Mixte mit Sitz in Marseille, was auch ihr Heimathafen war. Die Reederei betrieb einen Passagier- und Frachtverkehr von Marseille zu verschiedenen Häfen des Mittelmeers und Nordafrikas. Nach Ausbruch des Ersten Weltkriegs wurde der Dampfer zum Kriegseinsatz herangezogen und wurde fortan als Truppentransporter verwendet, beförderte aber trotzdem weiterhin zivile Passagiere, wie bei französischen Truppentransportern im Ersten Weltkrieg üblich.
Am 3. November 1916 wurde die Medjerda sechs Meilen vor Oropesa del Mar von dem deutschen U-Boot U 34 (Kapitänleutnant Claus Rücker) angegriffen. Das U-Boot feuerte 45 Salven auf den Dampfer, der sich in die spanischen Hoheitsgewässer rettete.

## Versenkung
Am Donnerstag, dem 10. Mai 1917 um 18 Uhr legte die Medjerda unter dem Kommando von Kapitän Joseph Got mit 59 Besatzungsmitgliedern und 516 Passagieren sowie gewöhnlicher Fracht an Bord zu einer Überfahrt von Oran (Algerien) nach Port-Vendres an der südfranzösischen Küste ab. Die meisten Passagiere waren französische Soldaten auf dem Weg an die Front, es waren aber auch 48 Zivilisten unter den Reisenden, darunter Frauen und Kinder. Begleitet wurde sie von dem Frachtschiff La Nièvre der Compagnie Générale Transatlantique. Die beiden Dampfschiffe wurden bei der Abfahrt zunächst von zwei Zerstörern begleitet, welche aber nach nur einer Stunde zu ihrer Basis zurückkehrten.
Die langsamere La Nièvre fiel schnell zurück, sodass die Medjerda bei Einbruch der Nacht allein fuhr. Sie verfolgte einen nordnordöstlichen Kurs entlang der spanischen Küste. Nach dem Passieren von Ibiza erreichte die Medjerda die katalanische Küste. Am 11. Mai 1917 befand sie sich fünf Seemeilen nordnordwestlich von Kap Tortosa an der spanischen Mittelmeerküste, als sie um 19.10 Uhr an der Backbordseite vom Torpedo eines deutschen U-Boots getroffen wurde. Es handelte sich erneut um U 34, dieses Mal unter dem Kommando von Kapitänleutnant Johannes Klasing. Der Wassereinbruch war enorm, sodass das getroffene Schiff schnell Schlagseite bekam. Im Maschinenraum explodierten die Dampfkessel, als das kalte Seewasser sie erreichte. Flammen und Rauch hüllten die Decks in kürzester Zeit ein.
Der vordere Mast stürzte mit großer Wucht auf die Kommandobrücke. An Bord brach große Panik aus. Die Medjerda sank in nur zwei Minuten (Position 40° 45′ N, 1° 12′ O), sodass eine geordnete Evakuierung nicht möglich war. Von den 575 Menschen an Bord kamen 344 ums Leben (nach anderen Quellen 352), darunter fast alle Kinder. Die Überlebenden wurden nach 14 Stunden im Wasser von dem britischen Frachter Batten Hall aufgenommen, der sie am 12. Mai in ihren Zielhafen Port-Vendres brachte.
Das Wrack der Medjerda liegt in 60 bis 75 Metern Tiefe vor der spanischen Küste.